# 12469 Katsuura
12469 Katsuura (tên chỉ định: 1997 AW18) là một tiểu hành tinh vành đai chính. Nó được phát hiện bởi Naoto Sato ở Đài thiên văn Chichibu ngày 9 tháng 1 năm 1997. Nó được đặt theo tên thành phố thuộc Katsuura, Chiba Prefecture, Nhật Bản.